# Boian, Alberta
Boian este un cătun din provincia Alberta a țării Canada. El este situat într-o câmpie aflată pe Râul North Saskatchewan, la o distanță de 6 km est de orașul Willingdon, în districtul municipal Two Hills. Este cea mai veche așezare românească din Canada.

## Istoric
Primii imigranți de origine română au sosit în această parte a Canadei la sfârșitul secolului al XIX-lea, majoritatea lor provenind din provincia istorică Bucovina, un teritoriu românesc care făcea parte în acele timpuri din Monarhia austro-ungară. Astăzi, majoritatea locuitorilor sunt de descendență românească. 
Satul a primit denumirea de Boian, după un sat românesc omonim aflat în Bucovina habsburgică, de unde proveneau imigranții (Iachim Yurko și Elie Ravliuk). În toamna anului 1903, comunitatea a construit o biserică ortodoxă românească, care a primit hramul "Sf. Maria", după hramul celei din patrie. Ea a fost finalizată în vara anului 1905. În proximitatea anului 1909, necesitatea existenței unei școli de limbă română s-a accentuat și s-a construit o mică clădire în 1910, în care s-au predat toate disciplinele care se predau și în România acelor timpuri. 
Românii din Boian și-au încurajat rudele din orașele Edmonton și Calgary să se stabilească aici, datorită existenței unui pământ fertil, unor lacuri și păduri.
În prezent, școala românească este un muzeu care prezintă imigrația românească din provincia Alberta, fotografii ale primelor așezări românești în provincie și viața tipic românească a fermierilor în Canada rurală. De asemenea, casa familiei Yurko a fost mutată la Muzeul "Satului Ucrainean", unde portretizează asemănările și diferențierile între cultura ucrainenilor canadieni și cultura românilor canadieni.